# Tagetes erecta
Tagetes erecta ook bekend als groot Afrikaantje is een eenjarige plant, die behoort tot de composietenfamilie (Asteraceae). De soort komt van nature voor in Mexico en Midden-Amerika en wordt sinds 1561 als sierplant gebruikt.
Tagetes erecta wordt 45 -75 cm hoog en heeft een groene, kantige stengel. De sterk geurende bladeren zijn oneven geveerd. De lancetvormige blaadjes hebben een gezaagde bladrand.
De plant bloeit van mei tot in oktober. De oranje of gele bloemhoofdjes zijn 5-9 cm breed en hebben meer dan honderd lintbloemen. Het omwindsel heeft negen tot dertien tanden en is 18-22 mm lang. De bloem is eetbaar. De vrucht is een langwerpig, zwart, 8 mm lang (zonder pappus) nootje met een pappus.
Tagetes erecta wordt geteeld voor de winning van luteïne, een gele kleurstof. Als additief is het in de EU toegestaan onder E-nummer E161b. Als voedingssupplement wordt het gebruikt tegen de oogaandoening maculadegeneratie.
De plant kan wortellesieaaltjes (Pratylenchus-soorten) bestrijden.

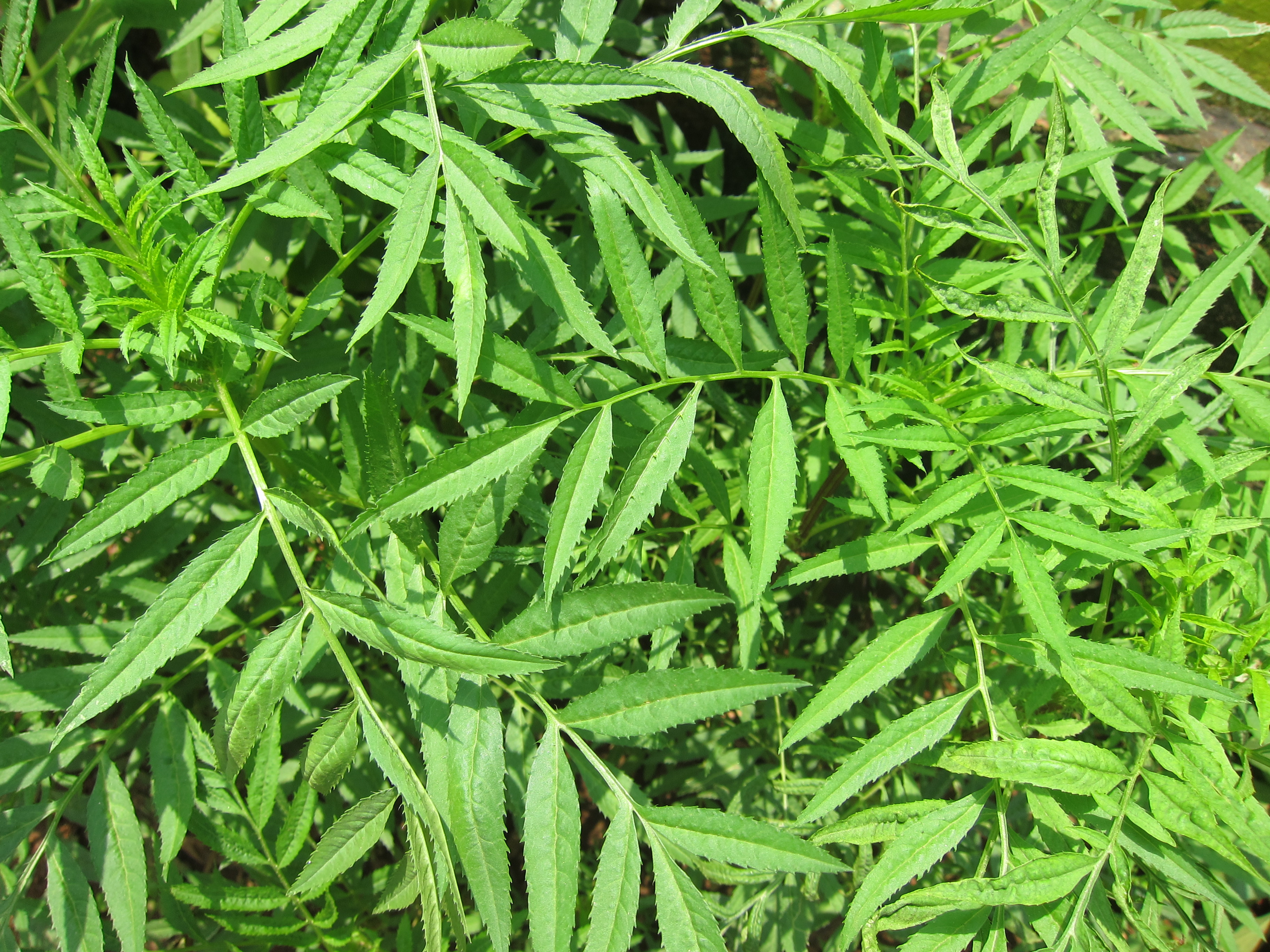
Bladeren
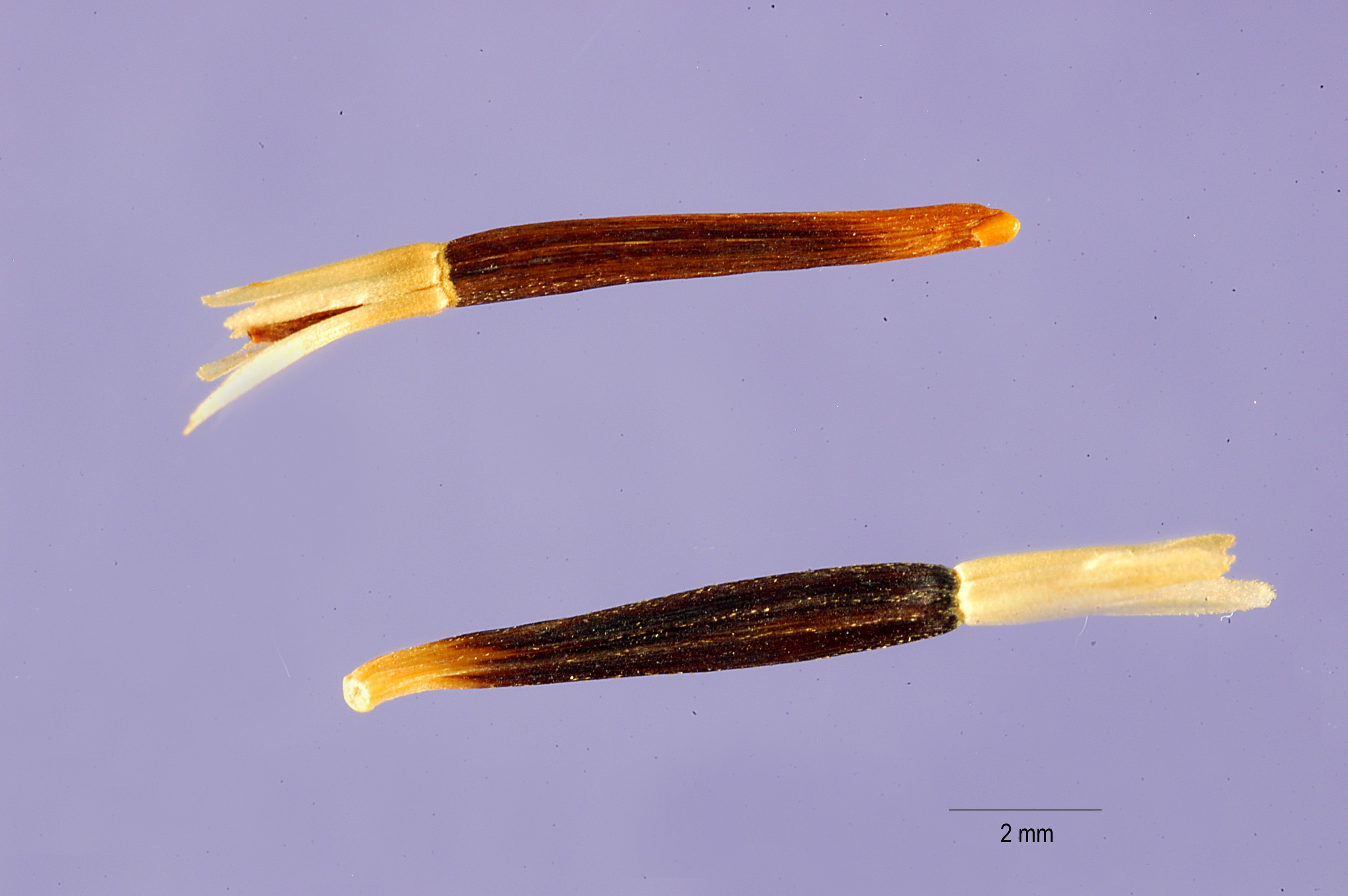
Nootjes
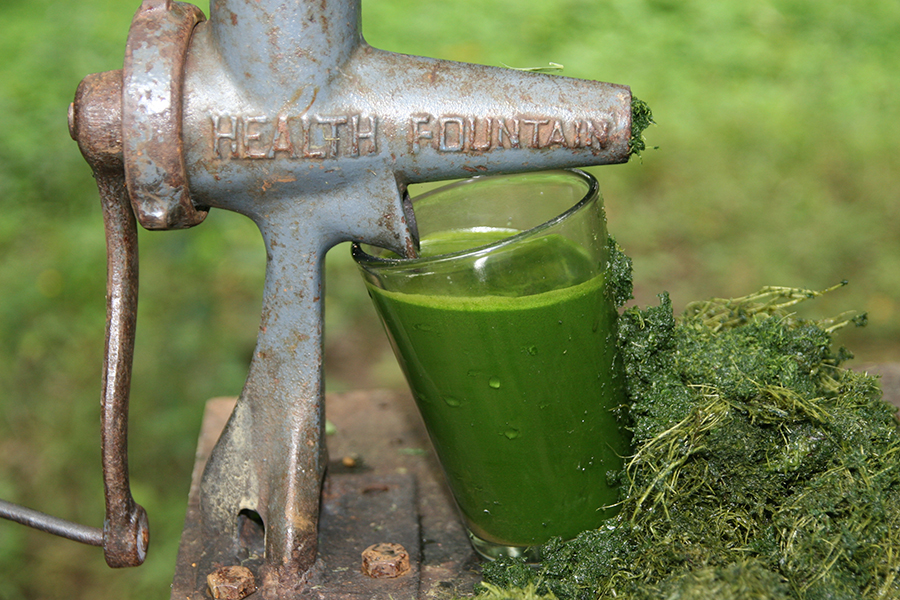
Extract

## Aaltjesbestrijding
Tagetes erecta is een bestrijder van wortellesieaaltjes mits de plant zich voldoende kan ontwikkelen. Tagetes patula bestrijdt de wortellesieaaltjes echter beter. Voor een goede ontwikkeling is een groeiperiode van drie tot vijf maanden nodig, waarbij de zomermaanden de voorkeur verdienen. De optimale zaaitijd ligt tussen half mei en half juli. Voor een hectare is 5-10 kg zaaizaad nodig. De rijafstand mag niet groter zijn dan 25 cm. Ook kan gebruikgemaakt worden van in perspotjes voorgetrokken planten. Deze worden eind maart/begin april gezaaid en half mei uitgeplant.
De aaltjesdodende werking komt doordat na het binnendringen van de aaltjes in de wortel onder invloed van thiofeen zuurstofradicalen in de wortels worden gevormd.

## Cultuur
Tagetes erecta wordt veelvuldig gebruikt in Mexico tijdens de Dag van de Doden, om grafzerken en ofrenda's (altaren) mee te versieren. Het gebruik van de bloem stamt van het Azteekse festival ter ere van de godin Mictecacihuatl, de hoedster van beenderen van de overledenen. De Azteken beschouwden het grote Afrikaantje als een heilige bloem vanwege de levendige kleur en de sterke geur. De bloem symboliseert tevens de kwetsbaarheid van het leven.

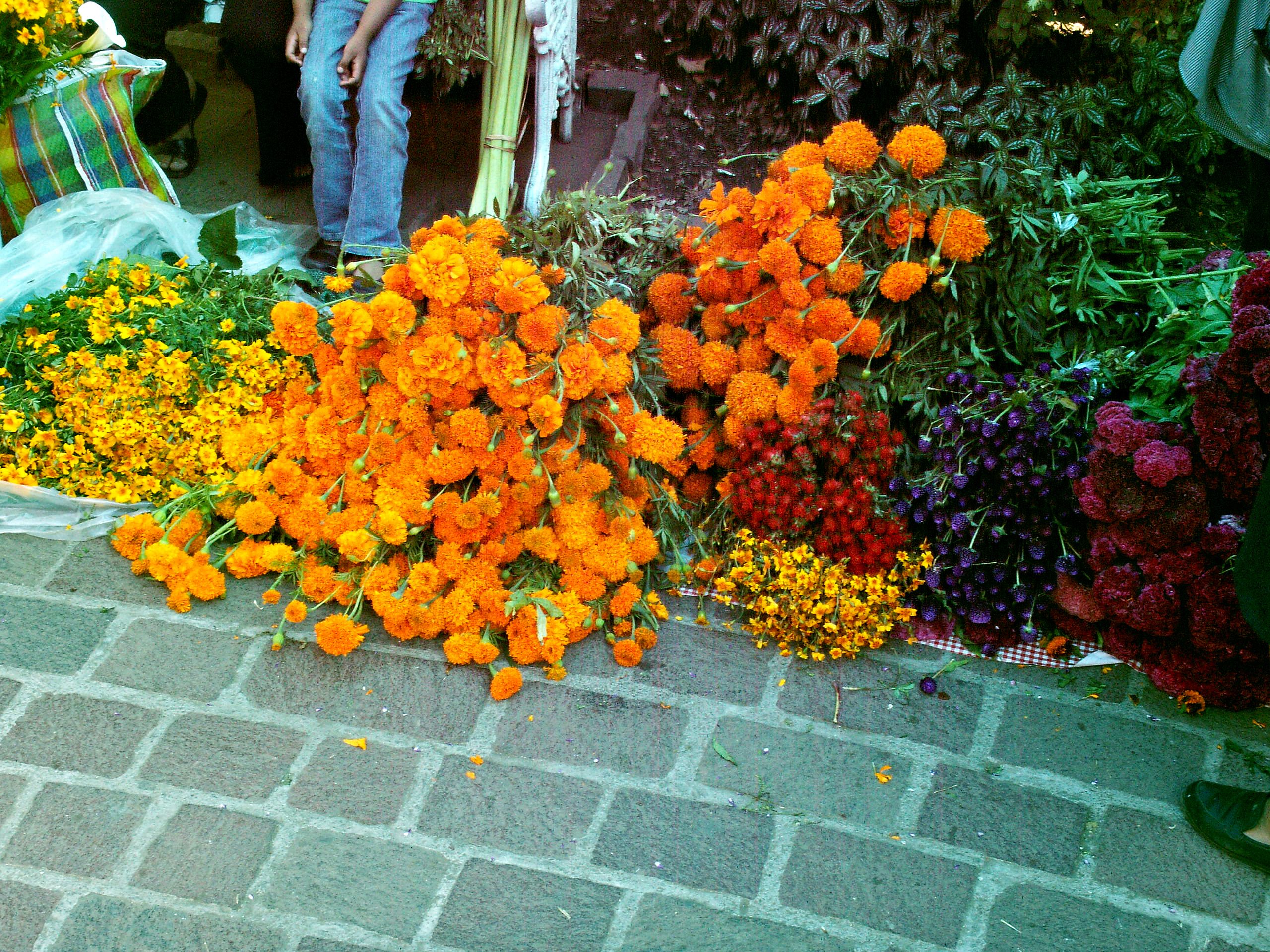
Groot Afrikaantjes in de verkoop in Tepoztlan, Mexico, op de Dag van de Doden
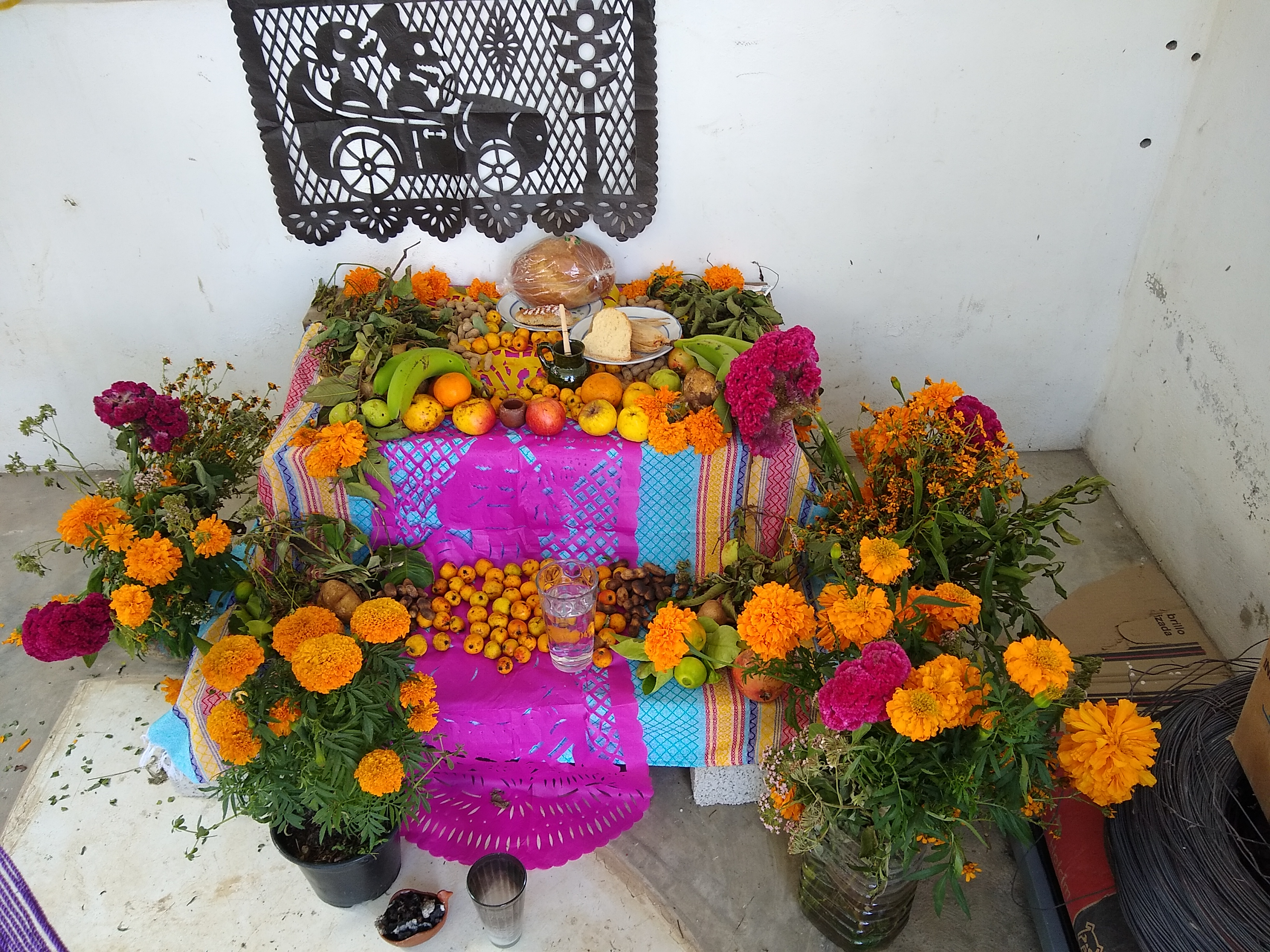
Familie-altaar met groot Afrikaantjes in Oaxaca, Mexico, op de Dag van de Doden